# Eau de cologne
Eau de Cologne er et fransk betegnelse, der betyder kølnervand. Navnet skyldes, at man netop i Köln har udtrukket forskellige naturdufte ved hjælp af alkohol. Blandingerne af disse essenser blev solgt i fortyndet form, beregnet til finere hygiejne eller som adstringerende og kølende middel for damer af det bedre borgerskab.
Den præcise sammensætning af en flaske eau de cologne er en fabrikationshemmelighed, men mange af duftene har været mønsterdannende i vores beskrivelser af naturdufte. Duften af kølnervandet 4711 har således en umiskendelig lighed med de knuste blade af visse arter af Timian (Thymus), f.eks. Thymus pulegioides. Navnet 4711 stammer fra det matrikelnummer, som huset fik, hvor kølnervand først blev lavet.
Nu om stunder er det stort set ukendt, at den tydeligt anderledes duftende Original Eau de Cologne fra firmaet "Farina gegenüber" var det første produkt. Firmaets grundlægger, Johann Maria Farina (1685 – 1766), blandede i år 1709 en duft af olier af citron, appelsin, bergamot, mandarin, lime, ceder og grapefrugt samt forskellige urter. Den kaldte han for "Eau de Cologne" til ære for sin hjemby, og på den måde blev han opfinder af det "kølnervand", som endnu i dag bliver fremstillet af firmaet efter den uændrede opskrift.

## Links
- http://www.eau-de-cologne.de Arkiveret 30. maj 2013 hos  Wayback Machine